# Tiziana De Martin Tropanin
Tiziana De Martin Tropanin (Bressanone, 26 marzo 1974) è un'ex sciatrice alpina italiana.

## Biografia
Specialista delle prove tecniche originaria di Bressanone, in Coppa del Mondo la De Martin Tropanin esordì il 18 dicembre 1994 a Sestriere in slalom speciale, senza completare la prova, e ottenne il miglior piazzamento il 18 gennaio 1997 a Zwiesel in slalom gigante (22ª); in Coppa Europa conquistò l'ultima vittoria il 6 dicembre 1998 a Špindlerův Mlýn in slalom speciale e l'ultimo podio il 7 dicembre 1999 a Haute-Nendaz in slalom gigante (3ª). Prese per l'ultima volta il via in Coppa del Mondo l'11 marzo 2000 a Sestriere in slalom gigante, senza completare la prova, e si ritirò al termine di quella stessa stagione 1999-2000; la sua ultima gara fu lo slalom gigante dei Campionati italiani 2000, disputato il 31 marzo a Lizzola e chiuso dalla De Martin Tropanin al 5º posto. Non prese parte a rassegne olimpiche o iridate.

## Palmarès

### Coppa del Mondo
- Miglior piazzamento in classifica generale: 100ª nel 2000

### Coppa Europa
- 9 podi (dati dalla stagione 1994-1995):
  - 1 vittoria
  - 4 secondi posti
  - 4 terzi posti

#### Coppa Europa - vittorie
| Data            | Località        | Paese     | Specialità |
| --------------- | --------------- | --------- | ---------- |
| 6 dicembre 1998 | Špindlerův Mlýn | Rep. Ceca | SL         |

Legenda:

SL = slalom speciale

### Campionati italiani
- 1 medaglia[1]:
  - 1 bronzo (combinata nel 1995)